# Atlantische Hurrikansaison 2023
Die Atlantische Hurrikansaison 2023 begann offiziell am 1. Juni 2023 und endete am 30. November 2023. Während dieser Periode bilden sich üblicherweise im nördlichen Atlantischen Ozean die meisten Hurrikane, da nur zu dieser Zeit geeignete Bedingungen wie ein erwärmter Ozean, feuchte Luft und wenig Windscherung vorherrschen, welche die Bildung tropischer Wirbelstürme ermöglichen.
Gemessen an der Zahl der Stürme war die Saison 2023 eine der intensivsten seit Beginn der Aufzeichnungen. Nur 2020, 2005 und 2021 traten noch mehr Stürme auf. Da viele Stürme jedoch nicht auf Land trafen und der Landfall von Kategorie-4-Hurrikan Idalia in einer dünn besiedelten Region erfolgte, blieben die Schäden vergleichsweise moderat.

## Saisonvorhersagen
Vor und während der Hurrikansaison erstellen mehrere nationale Wetterdienste, meteorologische Institute und Hurrikanexperten Vorhersagen zu deren erwartetem Verlauf. Darunter sind Vorhersagen des US-amerikanischen Climate Prediction Center der National Oceanic and Atmospheric Administration (NOAA), Tropical Storm Risk (TSR), das britische Met Office (UKMO) sowie Wissenschaftler an der Colorado State University (CSU), der University of Arizona (UA) und der North Carolina State University (NCSU). Die Vorhersager berücksichtigen dabei wöchentliche und monatliche Veränderungen signifikanter Faktoren, um die Zahl der benannten tropischen Stürme, Hurrikane und schweren Hurrikan vorherzusagen. Nach den Angaben von NOAA und CSU umfasst die durchschnittliche atlantische Hurrikansaison in der derzeit signifikanten Periode zwischen 1991 und 2020 ungefähr 14 tropische Stürme, sieben Hurrikane und drei schwere Hurrikane und erreicht eine Accumulated Cyclone Energy (ACE) von 72–111. Grob gesprochen ist der ACE-Index ein Maß, um die Kraft eines tropischen oder subtropischen Sturms über die Dauer seiner Existenz anzugeben, wobei nur volle sechsstündige Intervalle berücksichtigt werden. Phasen, in denen der Sturm kein Sturm ist oder nicht tropisch oder subtropisch ist, werden nicht mitgerechnet. Die NOAA kennzeichnet Hurrikansaisons normalerweise abhängig vom kumulierten ACE-Index als überdurchschnittlich, durchschnittlich oder unterdurchschnittlich, berücksichtigt allerdings in Einzelfällen auch, wie viele tropische Stürme, Hurrikane und schwere Hurrikane sich gebildet haben. Sie erwartet eine nahezu durchschnittliche atlantische Hurrikansaison 2023: zu 40 % normale, zu jeweils 30 % über- und unterdurchschnittliche Hurrikanaktivität.
Im Juni 2023 bildete sich ein El Niño aus. In El-Niño-Jahren treten aufgrund von trockener Luft typischerweise weniger tropische Wirbelstürme im Atlantik auf. Zugleich herrschen jedoch ungewöhnlich hohe Wassertemperaturen, die das Entstehen von Tropischen Wirbelstürmen begünstigen, sodass der aktivitätsdämpfende El-Niño-Effekt kompensiert werden könnte.

## Systeme

### Unbenannter Subtropischer Sturm
Am 11. Mai stellte das NHC bei einer nachträglichen Analyse fest, dass es sich bei einem Mitte Januar beobachteten Tiefdruckgebiet um einen subtropischen Sturm handelte, der zum ersten Sturm der Saison erklärt wurde.

### Hurrikan Don
Am 14. Juli um bildete sich im zentralen Atlantik der Subtropische Sturm Don. Der Sturm zog weiter nördlich und schwächte sich über kühlerem Wasser ab, sodass er am 16. Juli zum subtropischen Tief herabgestuft wurde. Dieses Tief bewegte sich erst nach Osten, dann in südliche Richtung und wurde nach einer Verstärkung am 18. Juli zum tropischen Sturm heraufgestuft. Anschließend nahm der Sturm an Stärke zu. Am 22. Juli erreichte der Sturm, wieder auf nördlichem Kurs und kurz bevor er kühleres Wasser erreichte, Hurrikanstärke. Am 23. Juli schwächte sich Don wieder zum tropischen Sturm ab. Am 24. Juli wurde Don posttropisch.

### Tropischer Sturm Gert
Am 19. August bildete sich im zentralen Atlantik das Tropische Tief Sechs. Am 21. August verstärkte sich das Tief zeitweise zum Tropischen Sturm und erhielt den Namen Gert, bevor es sich wieder zum Tief abschwächte. Am 22. August wurde das System zu einem posttropischen Resttief.
Am 1. September bildete das System erneut tropische Charakteristiken aus und wurde erneut zu einem tropischen Tief. Am gleichen Tag verstärkte es sich wieder zu einem Tropischen Sturm. Am 4. September löste sich Gert auf.

### Tropischer Sturm Emily
Am 20. August bildete sich im zentralen Atlantik der Tropische Sturm Emily. Der Sturm war nur kurzlebig und entwickelte sich am 21. August zu einem posttropischen Resttief.

### Hurrikan Franklin
Am 20. August bildete sich in der Karibik der Tropische Sturm Franklin. Der Sturm bewegt sich in westnordwestlicher Richtung auf Hispaniola zu. Die Dominikanische Republik und Haiti gaben Tropensturm-Vorwarnungen heraus.
Am 23. August traf Franklin als Tropensturm in der Dominikanischen Republik auf Land und verursachte dort schwere Regenfälle. Eine Wetterstation nahe der Hauptstadt Santo Domingo maß 330 Liter pro Quadratmeter. Die Regenfälle verursachten teils schwere Überflutungen auch von bewohnten Gebieten, beschädigten Straßen und zwangen Menschen zur Flucht aus ihren Häusern. Mehr als eine Million Menschen waren nach Beschädigung der Wasserversorgung ohne fließendes Wasser. Gerechnet wird zudem mit der Ausbreitung von Krankheiten wie Cholera oder Denguefieber durch kontaminiertes Trinkwasser. Mindestens zwei Menschen starben direkt an den Folgen des Sturms.
Am 26. August verstärkte sich Franklin zum Hurrikan und erreichte einen Tag später die Kategorie 2. Am 28. August wurde Franklin nach einer rapiden Intensivierung zu einem Hurrikan der Kategorie 4. Gegen Mittag (Ortszeit) jenes Tages zog er nahe der Meßboje „Station 41407“, welche in 1,5 m Tiefe 84,4 °F = 29,1 °C Wassertemperatur registrierte, vorbei. Das Meer unter dieser Boje ist über 5300 m tief.
Am 1. September 2023 wurde Franklin, der zu dem Zeitpunkt noch immer Windgeschwindigkeiten von 130 km/h aufwies, zu einem außertropischen System.
Am 5. September lagen die Überreste von Franklin nördlich der Azoren und stabilisierten damit eine stationäre Omegalage in Europa, die zu katastrophalen Regenfällen in Teilen Südosteuropas und Libyen führte.

### Tropischer Sturm Harold
Am 21. August bildete sich in der Karibik das Tropische Tief Neun. Das Tief bewegt sich in westlicher Richtung auf den Süden von Texas zu. Für Teile von Texas wurden Tropensturmwarnungen herausgegeben. Am 22. August verstärkte sich das Tief zum Tropischen Sturm Harold und traf gegen 10 Uhr Ortszeit und begleitet von schweren Regenfällen in Padre Island (Texas) auf Land. Er ist der erste Sturm der atlantischen Hurrikansaison 2023, der auf Land traf. Erwartet wurden Niederschlagsmengen von großflächig 100 bis 150 Liter pro Quadratmeter, lokal bis zu 250 Liter. Ersten Meldungen zufolge fiel bei mehr als 22.000 Menschen der Strom aus. Nach Landfall schwächte sich Harold zum Tropischen Tief ab. Am 23. August löste sich das System weitgehend auf.

### Hurrikan Idalia

#### Verlauf

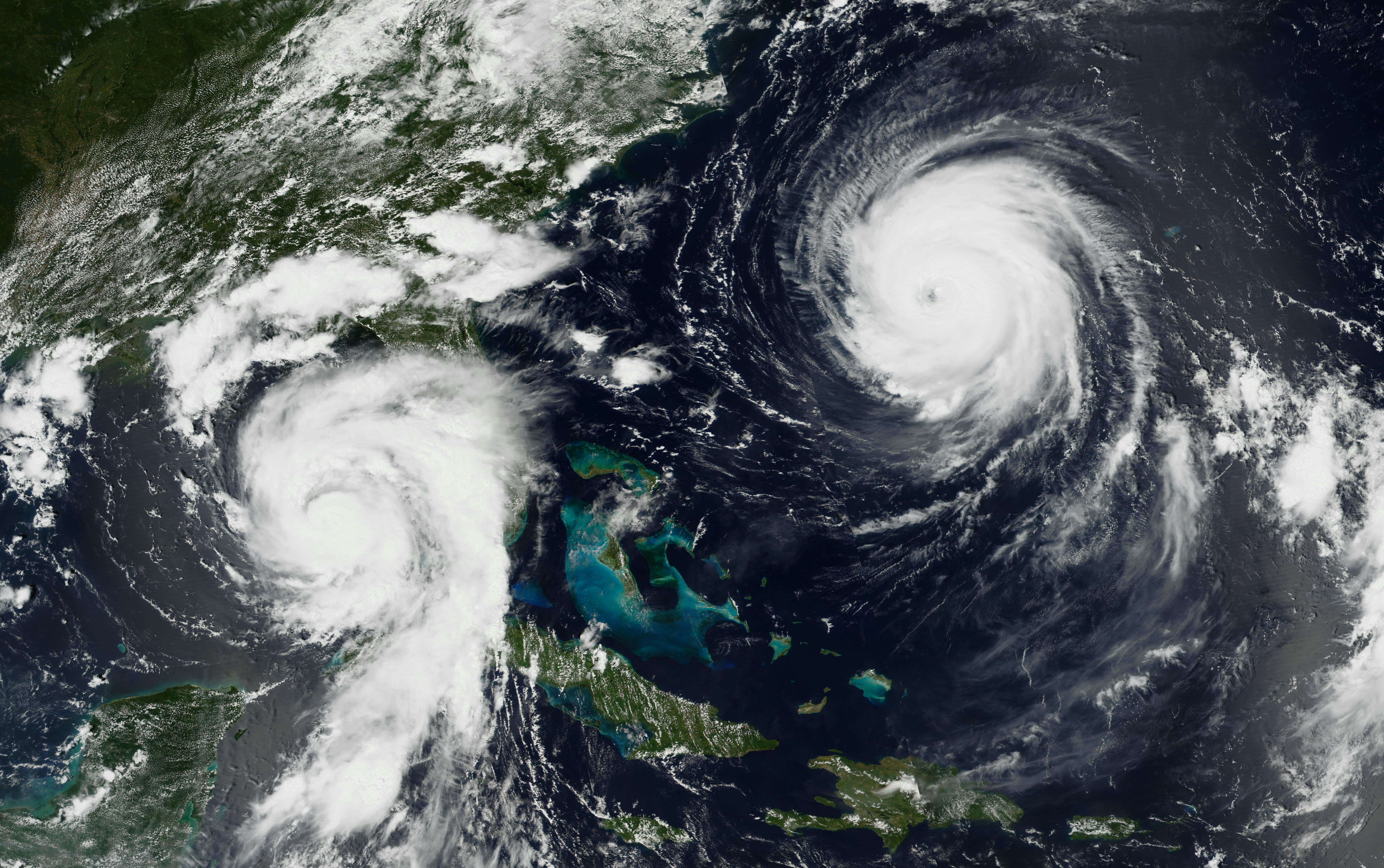
Idalia (links) am 29. August, rechts der zeitgleich im Atlantik befindliche Kategorie-4-Hurrikan Franklin

Am 26. August 2023 bildete sich in der Karibik zwischen Mexiko und Kuba das Tropische Tief Zehn. Am 27. August verstärkte sich das System zum Tropischen Sturm Idalia. Am 29. August erreichte Idalia Hurrikanstärke. Durch die außerordentlich hohen Meerestemperaturen, die auch in tiefere Wasserschichten vordringen, recht hohe Luftfeuchtigkeit sowie abnehmende Windscherung besteht das Risiko einer rapiden Intensivierung. Die Wassertemperaturen im östlichen Golf von Mexiko liegen derzeit bei über 31 °C, was 1 bis 2 Grad über dem zu dieser Jahreszeit üblichem Durchschnitt sind und dem Sturm entsprechend mehr Energie bereitstellt. Für den Norden der Halbinsel Yucatán sowie den Westen Kubas wurden Tropensturmwarnungen herausgegeben, sowie Hurrikanwarnungen für Teile von Florida zwischen Tampa und Tallahassee. In 46 Countys wurde der Katastrophenzustand ausgerufen. Modelle prognostizierten einen Zug in Richtung Norden und einen Landfall als starker Hurrikan der Kategorie 3 an der Westküste Floridas. Erwartet werden schwere Regenfälle und großflächige Stromausfälle. Am frühen Morgen des 30. August hatte Idalia, wenige Stunden vor dem erwarteten Landfall in der Region Big Bend, mit 115 Knoten jedoch bereits die Stärke 4 erreicht, weshalb auch die Warnung vor Sturmfluten, die nun 3,50 m bis knapp 5 m Höhe über dem normalen Wasserstand erreichen sollen, verschärft wurde.
Zwischen 7 und 8 Uhr Ortszeit traf das Auge von Idalia dann etwa 100 km südöstlich von Tallahassee auf die Küste. Um 8 Uhr Ortszeit, schon über Land, erreichte der Sturm immer noch Windgeschwindigkeiten von 105 Knoten, lag also im oberen Bereich der Kategorie 3.
Am 31. August wurde das System, das sich bei seinen Übertritt in den Atlantik zum Tropensturm abgeschwächt hatte, posttropisch. Am 2. September zog Idalia als posttropische Zyklone, in der immer noch Windgeschwindigkeiten von 50 Knoten gemessen wurden, südlich und nahe der Bermudas-Inseln vorbei. Auch auf diesen wurde vor schweren Regenfällen und Überflutungen gewarnt.
Östlich der Bermudas löste sich das System auf; es wurde aber vor Idalias Ausläufern mit lebensgefährlicher Brandung und stürmischen Bedingungen an Teilen der US-Ostküste am verlängerten Labor-Day-Wochenende gewarnt.

#### Vorbereitungen
Chevron evakuierte 160 Meilen südöstlich von New Orleans eine Ölplattform ganz und zwei weitere teilweise. US-Präsident Biden stimmte der Verhängung des Notstandes über die betroffenen Counties zu. Auf Grund der nordnordöstlichen Zugbahn des Hurrikans wurden auch in den Bundesstaaten Georgia sowie Süd- und Nordcarolina Starkregen- und Hochwasserwarnungen herausgegeben.

#### Folgen

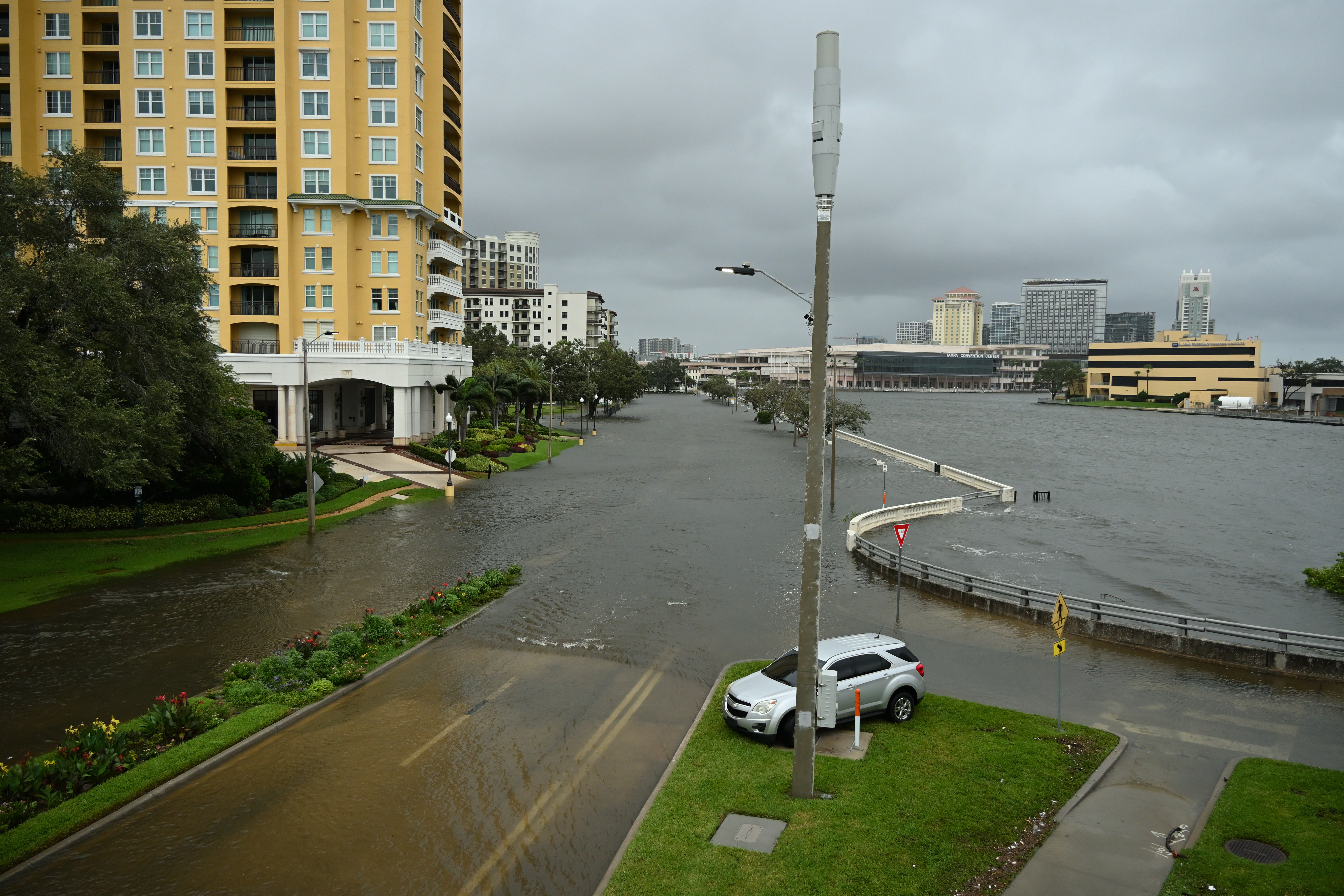
Sturmflut in Tampa, das nur indirekt vom westlich vorbeiziehenden Hurrikans getroffen wurde

Idalia zog als Tropensturm westlich an Kuba vorbei und überflutete dort Dörfer und beschädigte Gebäude.
Idalia richtete mit schweren Regenfällen, Überschwemmungen und hohen Windgeschwindigkeiten in Florida, Georgia und South Carolina schwere Schäden an. Das genaue Ausmaß wird noch ermittelt. Infolge der Sturmflut sowie der Regenfälle kam es teils zu schweren Überschwemmungen. Durch Windböen wurden Dächer abgedeckt und knickten Bäume um, zudem bildete sich mindestens ein Tornado. Mindestens drei Menschen starben. Zeitweise waren 260.000 Stromkunden in Florida und mehr als 210.000 im Süden Georgias ohne Strom. In einem gut 300 km langen Streifen vom Ort des Landfalls bis nach Tampa stellte der Hurrikan in der Kombination mit dem parallel auftretenden, gezeitenverstärkenden Supermond Rekordhochwasserwerte auf. Hinzu kam, dass dieser Streifen von der Vorderseite des Wirbels, an der die Windgeschwindigkeit des Hurrikans und dessen Zuggeschwindigkeit sich addieren, überquert wurde.
Schwer getroffen wurde die Küstenstadt Steinhatchee, die überflutet wurde. Im Küstenort Horseshoe Beach wurden nach Schätzungen von Anwohnern bis zu 60 Häuser komplett zerstört. Häuser, die auf 2,5 m hohen Stelzen errichtet waren, sind von der Sturmflut weggerissen worden und verschwunden.
Erste Schadensabschätzungen vom 31. August kamen auf eine Schadenssumme zwischen gut 9,3 bis ca. 18–20 Mrd. US-Dollar. Positiv wirkte sich dabei aus, dass Idalias Zentrum in ländlichem, vergleichsweise dünn besiedeltem Gebiet auf Land traf, wodurch sich die Versicherungskosten in Grenzen hielten. Am 10. September wurde die Summe versicherter Schäden auf 2 bis 5 Mrd. Dollar geschätzt, die Schadenssumme insgesamt liegt typischerweise doppelt so hoch wie die versicherten Schäden.
10 Menschen kamen durch den Hurrikan ums Leben.

### Tropischer Sturm Jose
Am 29. August 2023 vormittags (Ortszeit) bildete sich über dem Atlantik in Höhe des 28. Breitengrades das Tropische Tief Elf. Am 31. August wurde es zum Tropischen Sturm Jose heraufgestuft und löste sich am 2. September abends in Höhe des 42. Breitengrades auf.

### Tropischer Sturm Katia
Am 1. September 2023 bildete sich im Ostatlantik nordwestlich der Kapverdischen Inseln das Tropische Tief Zwölf. Am 2. September verstärkte sich das System zum Tropischen Sturm Katia. Am 4. September wurde Katia posttropisch.

### Hurrikan Lee
Am 5. September 2023 bildete sich im zentralen tropischen Atlantik das Tropische Tief Dreizehn. Das Tief bewegte sich zu diesem Zeitpunkt in westnordwestliche Richtung. Das National Hurricane Center betonte gleich in seiner ersten Warnung, dass sich das System in den folgenden Tagen deutlich intensivieren und wahrscheinlich zu einem starken Hurrikan werden wird. Noch am gleichen Tag verstärkte sich das System zum Tropischen Sturm Lee. Zu dem Zeitpunkt sah das National Hurricane Center eine zukünftige rapide Intensivierung als gegeben an. Es sei nicht die Frage, ob sich Lee rapide intensiviere, sondern wann. Binnen fünf Tagen prognostizierte das NHC eine Entwicklung zum Kategorie-4-Hurrikan mit 125 Knoten Windgeschwindigkeit, was dem Modellkonsens entspreche, wies aber ebenfalls darauf hin, dass es einige Modelle gebe, die einen noch stärkeren Hurrikan prognostizierten.
Am 6. September verstärkte sich Lee zum Hurrikan, am 7. September wurde er zum Kategorie-2-Hurrikan. Nur sechs Stunden später wurde Lee direkt zu einem Kategorie-4-Hurrikan heraufgestuft. Grundlage für diese rapide Intensivierung waren außerordentlich günstige Bedingungen. Am 7. September zog Lee über ca. 29,5 °C warmes Wasser, hatte nur mit geringer Windscherung von ca. 5 Knoten zu kämpfen und fand sich in einer recht feuchten Umgebung mit ca. 60 % relativer Luftfeuchte. Auf seiner weiteren Zugbahn liegen sogar noch höhere Wassertemperaturen von 30,5 °C vor und damit Werte, die nie zuvor im offenen tropischen Atlantik gemessen wurden. Aufgrund dieser Bedingungen erwartete das National Hurricane Center eine Verstärkung zum Kategorie-5-Hurrikan mit außergewöhnlich schneller Intensivierung. Tatsächlich erreichte Lee noch am 7. September um 23:00 UTC Kategorie-5-Status. Damit verdoppelte Lee in nur 18 Stunden seine anhaltende Windgeschwindigkeit von 130 auf 260 km/h (80 bzw. 160 mph). Diese Kategorie erreichte er so weit südöstlich wie kein anderer Hurrikan jemals zuvor im offenen Atlantik. Gemäß Hurrikan-Statistik der NOAA erreichen nur zwei Prozent der Stürme über dem Atlantik die Kategorie 5. Seit 1924 traten vor Lee 39 Hurrikane der Kategorie 5 über dem Atlantik auf, also im Schnitt einer aller 2,5 Jahre.
Am 9. September schwächte sich Lee zum Kategorie-3-Hurrikan ab, nachdem er in eine Region mit starker Windscherung gekommen war. Am 10. September wurde er vorübergehend zu einem Kategorie-2-Hurrikan, verstärkte sich aber noch am selben Tag wieder zum Kategorie-3-Hurrikan. Am 13. September schwächte sich Lee zu einem Kategorie-2-Hurrikan ab. und begann nordwärts in Richtung Neuengland bzw. kanadischer Atlantikküste zu ziehen. Zu dem Zeitpunkt war er ein sehr großer Hurrikan, der über eine Breite von mehr 180 km Winde mit Hurrikanstärke und über mehr als 800 km Winde mit Tropensturmstärke aufwies. Seit Beginn solcher Größenmessungen hatten nur fünf andere Hurrikans eine solche Ausdehnung erreicht. Am 14. September wurde Lee zu einem Kategorie-1-Hurrikan. Für Maine, New Brunswick und Nova Scotia wurden Hurrikanwarnungen herausgegeben. Am 16. September wurde Lee südlich von Nova Scotia zu einem posttropischen Sturm, hatte zu diesem Zeitpunkt aber immer noch Windgeschwindigkeiten in Hurrikanstärke.
Am 16. September gegen 20:00 UTC trafen die Reste von Lee mit anhaltenden Windgeschwindigkeiten von 110 km/h im Westen von Nova Scotia auf Land. Dort verursachte er Schäden im zweistelligen Millionenbereich.  Mindestens 3 Personen starben.

### Hurrikan Margot
Am 7. September 2023 bildete sich im Ostatlantik etwa 260 km westlich der Kapverdischen Inseln das Tropische Tief Vierzehn. Später am Tag wurde das Tief nach Verstärkung zum Tropischen Sturm Margot heraufgestuft. Am 11. September verstärkte sich Margot zum Hurrikan. Am 15. September schwächte sich Margot wieder zum Tropischen Sturm ab. Am 17. September wurde Margot posttropisch.

### Hurrikan Nigel
Am 15. September 2023 bildete sich im zentralen Atlantik das Tropische Tief Fünfzehn. Am 17. September verstärkte sich das Tief zum Tropischen Sturm Nigel. Am 18. September verstärkte sich Nigel zum Hurrikan. Am 19. September wurde Nigel zum Kategorie-2-Hurrikan. Am 22. September wurde Nigel posttropisch.

### Tropischer Sturm Ophelia
Am 21. September 2023 begann das National Hurricane Center Warnungen bezüglich des potentiellen Tropischen Sturms Sechzehn herauszugeben, der sich zu diesem Zeitpunkt östlich von Florida befand. Am 22. September wurde das System Tropisch und zum Tropischen Sturm Ophelia heraufgestuft. Erwartet wurde ein Landfall als starker Tropensturm an der US-Ostküste. Für Teile von North Carolina wurde eine Hurrikan-Vorwarnung herausgegeben, andere Regionen der US-Ostküste standen unter einer Tropensturmwarnung. Am 23. September morgens (Ortszeit) traf Ophelia an der Küste North Carolinas auf Land. Für die US-Ostküste bis hinauf nach New Jersey wurde vor schweren Regenfällen und plötzlich auftretenden Überflutungen gewarnt. Dort führte Ophelia zu schweren Regenfällen bis zu den Neuengland-Staaten, wobei sich die Regenmengen auf ca. 75 bis 125 Liter pro Quadratmeter beliefen. Die schwersten Regenfälle gab es im Osten von North Carolina.
Nachdem sich Ophelia am Vortag bereits zum Tropischen Tief abgeschwächt hatte, wurde sie am 24. September um 0300 UTC zum posttropischen System. Am Morgen (Ortszeit) des 24. September lag Ophelias Zentrum über dem Osten Virginias. Die Windgeschwindigkeit betrug nur noch 45 km/h, weshalb das NHC die Herausgabe von Prognosen zu diesem System an diesem Tag einstellte.
Am 29. September traf ein aus Ophelia entstandenes Tief auf New York City und verursachten dort Starkregen und schwere Überflutungen. Im Central Park fielen binnen eines Tages 150 Liter Regen pro Quadratmeter, am John F. Kennedy International Airport sogar 200 Liter pro Quadratmeter, die höchste dort jemals gemessene Regenmenge. Zahlreiche Straßen und 150 Schulen wurden überflutet, der Betrieb vieler U-Bahn-Linien eingestellt, nachdem Wasser in die Stationen gelaufen war, auch ein Terminal am LaGuardia Airport stellte nach Überschwemmungen den Betrieb ein. Für die Stadt wurde der Notstand ausgerufen. New Yorks Gouverneurin Kathy Hochul sprach von einer „lebensbedrohlichen Situation“, Bürgermeister Eric Adams forderte die Bewohner der Stadt auf, zu Hause zu bleiben.

### Tropischer Sturm Philippe
Am 23. September 2023 bildete sich im zentralen Atlantik das Tropische Tief Siebzehn. Noch am gleichen Tag verstärkte es sich zum Tropischen Sturm Philippe. Ende September näherten sich Philippe und der Tropensturm Rina bis auf 550 Meilen an, sodass es zur Ausprägung des Fujiwhara-Effekts kam, bei dem sich zwei Wirbelstürme gegenseitig beeinflussen.
Am 2. Oktober traf Philippe mit anhaltenden Windgeschwindigkeiten von 85 km/h auf die Küste von Barbuda. Auf Barbuda, Antigua und Guadeloupe kam es durch Starkniederschlägen zu Überschwemmungen. Auf Antigua fielen binnen 6 Stunden 156 mm Regen. Auf Guadeloupe waren Straßen unpassierbar und 2500 Menschen ohne Strom.
Am 6. Oktober wurde Philippe zu einem posttropischen System.

### Tropischer Sturm Rina
Am 28. September 2023 bildete sich im zentralen Atlantik der Tropische Sturm Rina. Am 1. Oktober schwächte sich Rina zu einem Tropischen Tief ab. Am 2. Oktober wurde Rina posttropisch.

### Tropischer Sturm Sean
Am 11. Oktober 2023 bildete sich im zentralen Atlantik das Tropische Tief Neunzehn. Wenige Stunden später am selben Tag verstärkte es sich zum Tropischen Sturm Sean. Am 14. Oktober schwächte sich Sean zu einem Tropischen Tief ab. Am 15. Oktober wurde das System posttropisch.

### Hurrikan Tammy
Am 18. Oktober 2023 bildete sich im zentralen Atlantik der Tropische Sturm Tammy. Am 20. Oktober erreichte er einige hundert Kilometer östlich der Kleinen Antillen Hurrikanstärke und zog auf diese zu. Für mehrere Inseln wurden Hurrikanwarnungen ausgegeben. Erwartet wurden neben Winden in Hurrikanstärke Niederschlagsmengen zwischen 100 und 200 Litern pro Quadratmeter, lokal bis 300 Liter pro Quadratmeter. Am 22. Oktober gegen 0115 UTC traf Tammy als Kategorie-1-Hurrikan in Barbuda auf Land. Auf dem offenen Meer nach Nordosten ziehend, intensivierte Tammy sich am 25. Oktober in Höhe des 26. Breitengrades zu einem Kategorie 2-Hurrikan. Das NHC erwartet, dass er nach einem Schwenk auf eine nordwestliche Zugbahn auf die Bermudas zuzieht und diese am Wochenende 28./29. Oktober als posttropischer Sturm erreicht. Am 26. Oktober verlor Tammy seine tropischen Eigenschaften, hatte zu dem Zeitpunkt aber immer noch anhaltende Windgeschwindigkeiten von 140 km/h.
Am 27. Oktober entwickelte das System erneut tropische Eigenschaften und wurde deswegen wieder als Tropischer Sturm Tammy eingestuft. Tammy hatte zu dem Zeitpunkt anhaltende Windgeschwindigkeiten von 100 km/h und zog in nordwestliche Richtung. Am 29. Oktober wurde Tammy erneut posttropisch.
Mit alleine sechs vollen Hurrikantagen ist Tammy einer der langlebigsten Stürme zu diesem späten Zeitpunkt der Atlantischen Hurrikansaison seit Beginn der Satellitenbeobachtung 57 Jahre zuvor.

### Tropisches Tief Einundzwanzig
Am 23. Oktober 2023 bildete sich nahe der Ostküste von Nicaragua das Tropische Tief Einundzwanzig. Da mit einem schnellen Landfall gerechnet wird, geht das National Hurricane Center nicht von einer Verstärkung zum Tropischen Sturm aus. Allerdings warnte das Center vor schweren Regenfällen im Bereich von 100 bis 200 Litern pro Quadratmetern, lokal sogar bis ca. 300 Liter pro Quadratmeter in Nicaragua. In Teilen von Honduras wurden zwischen 50 und 100, lokal auch 150 Liter pro Quadratmeter erwartet. Das NHC warnte deshalb vor Überschwemmungen in besiedelten Gebieten, vor Sturzfluten sowie vor Murenabgängen in höher gelegenen Gebieten. Am 24. Oktober, nach Landfall, löste sich das Tief über Land auf.

### Potentieller Tropischer Sturm Zweiundzwanzig
Am 16. November 2023 begann das National Hurricane Center Warnungen bezüglich des potentiellen Tropischen Sturms Zweiundzwanzig herauszugeben. Das System befand sich zu diesem Zeitpunkt in der Karibik und zog mit Kurs Jamaika in nordöstliche Richtung. Für Jamaica, Haiti, Teile Kubas und der Bahamas wurden Tropensturmvorwarnungen erlassen. Das National Hurricane Center prognostizierte für Panama, Costa Rica, Jamaika, den Südosten Kuba sowie Hispaniola Regenmengen von 125 bis 250 Litern pro Quadratmeter, lokal bis 400 Liter pro Quadratmeter, die Sturzfluten und Erdrutsche auslösen können. Das System wurde nicht zu einem tropischen Sturm, brachte aber trotzdem schwere Regenfälle über die zentrale und südwestliche Karibik. Zu schweren Regenfällen kam es gerade im Südwesten Haitis, wo durch die Abholzung von Gebirgsregionen eine besondere Gefahr für Sturzfluten besteht. Obwohl keine Entwicklung zum Tropischen Sturm stattfand, war der Potentielle Tropischer Sturm Zweiundzwanzig damit hinsichtlich Flutgefahr eines der gefährlichsten Systeme in der Atlantischen Hurrikansaison 2023.

## Sturmnamen
Die nachfolgende Namensliste wurde für die tropischen und subtropischen Stürme verwendet, die sich 2023 im Nordatlantik bildeten. Diese Liste war die angepasste Liste der Saison 2017, wegen ihrer starken Auswirkungen 2017 wurden die Namen Harvey, Irma, Maria, und Nate durch Harold, Idalia, Margot und Nigel ersetzt. Im März 2024 verkündete die WMO, dass – zum ersten Mal seit der Saison 2014 – keine Namen dieser Liste ersetzt werden und sie deshalb identisch für die Saison 2029 wieder zum Einsatz kommen wird.
| - Arlene - Bret - Cindy - Don - Emily - Franklin - Gert | - Harold - Idalia - Jose - Katia - Lee - Margot - Nigel | - Ophelia - Philippe - Rina - Sean - Tammy - (Vince) - (Whitney) |

Falls sich während der Saison mehr als 21 benannte Stürme gebildet hätten, wären die weiteren Namen einer Ersatznamensliste entnommen worden.
| Name             | Dauer                      | Spitzenklassifikation | andauernde Windgeschwindigkeiten | Luftdruck | betroffene Gebiete                                      | Schäden (USD) | Tote | Belege  |
| ---------------- | -------------------------- | --------------------- | -------------------------------- | --------- | ------------------------------------------------------- | ------------- | ---- | ------- |
| ohne             | 16. Jan. bis 17. Januar    | Tropischer Sturm      | 110 km/h                         | 976 hPa   |                                                         |               |      |         |
| Arlene           | 1. Juni bis 3. Juni        | Tropischer Sturm      | 65 km/h                          | 998 hPa   | Florida                                                 |               |      |         |
| Bret             | 19. Juni bis 24. Juni      | Tropischer Sturm      | 110 km/h                         | 996 hPa   | Kleine Antillen, Venezuela, Kolumbien                   |               |      |         |
| Cindy            | 22. Juni bis 26. Juni      | Tropischer Sturm      | 95 km/h                          | 1004 hPa  | -                                                       |               |      |         |
| Don              | 14. Juli bis 24. Juli      | Kategorie-1-Hurrikan  | 120 km/h                         | 986 hPa   | -                                                       |               |      |         |
| Gert             | 19. Aug. bis 4. September  | Tropischer Sturm      | 95 km/h                          | 998 hPa   | -                                                       |               |      |         |
| Emily            | 20. Aug. bis 21. August    | Tropischer Sturm      | 85 km/h                          | 998 hPa   |                                                         |               |      |         |
| Franklin         | 20. Aug. bis 1. September  | Kategorie-4-Hurrikan  | 240 km/h                         | 926 hPa   | Dominikanische Republik, Haiti                          | 90 Mio.       | 3    |         |
| Harold           | 21. Aug. bis 23. August    | Tropischer Sturm      | 95 km/h                          | 995 hPa   |                                                         |               |      |         |
| Idalia           | 26. Aug. bis 31. August    | Kategorie-4-Hurrikan  | 215 km/h                         | 942 hPa   | Mexiko, Kuba, Florida, Georgia, South Carolina, Bermuda | 3,6 Mrd.      | 8    |         |
| Jose             | 29. Aug. bis 2. September  | Tropischer Sturm      | 100 km/h                         | 996 hPa   |                                                         |               |      |         |
| Katia            | 1. Sep. bis 4. September   | Tropischer Sturm      | 95 km/h                          | 998 hPa   |                                                         |               |      |         |
| Lee              | 5. Sep. bis 16. September  | Kategorie-5-Hurrikan  | 270 km/h                         | 926 hPa   | Bermuda, Neuengland, Atlantische Provinzen              | 50 Mio.       | 4    |         |
| Margot           | 7. Sep. bis 17. September  | Kategorie-1-Hurrikan  | 150 km/h                         | 969 hPa   |                                                         |               |      |         |
| Nigel            | 15. Sep. bis 22. September | Kategorie-2-Hurrikan  | 155 km/h                         | 971 hPa   |                                                         |               |      |         |
| Ophelia          | 22. Sep. bis 24. September | Tropischer Sturm      | 110 km/h                         | 981 hPa   | US-Ostküste                                             | 450 Mio.      |      |         |
| Philippe         | 23. Sep. bis 6. Oktober    | Tropischer Sturm      | 95 km/h                          | 998 hPa   | Kleine Antillen                                         |               |      |         |
| Rina             | 28. Sep. bis 2. Oktober    | Tropischer Sturm      | 85 km/h                          | 999 hPa   |                                                         |               |      |         |
| Sean             | 11. Okt. bis 15. Oktober   | Tropischer Sturm      | 75 km/h                          | 1005 hPa  |                                                         |               |      |         |
| Tammy            | 18. Okt. bis 29. Oktober   | Kategorie-2-Hurrikan  | 175 km/h                         | 965 hPa   | Inseln über dem Winde (Antillen)                        |               |      |         |
| Einundzwanzig    | 23. Okt. bis 24. Oktober   | Tropisches Tief       | 45 km/h                          | 1007 hPa  | Nicaragua, Honduras                                     |               |      |         |
| Saison insgesamt |                            |                       |                                  |           |                                                         |               |      |         |
| 21 Systeme       | 16. Januar bis 29. Oktober |                       | 270 km/h                         | 926 hPa   |                                                         | 4,2 Mrd.      | 15   | [ 132 ] |